# Liste der Städte und Gemeinden im Saarland

Städte und Gemeinden im Saarland

Die Liste der Städte und Gemeinden im Saarland enthält die Städte und Gemeinden im deutschen Land Saarland. 
Es besteht aus insgesamt 52 politisch selbstständigen Gemeinden (Stand: 31. Dezember 2017).
Diese verteilen sich wie folgt: 
17 Städte, darunter 6 Kreisstädte, 2 Mittelstädte und 35 sonstige Gemeinden.
- Kreisstädte sind Homburg, Merzig, Neunkirchen (Saar), Saarbrücken, Saarlouis und St. Wendel.
- Mittelstädte sind St. Ingbert und Völklingen.

## Gemeinden
Alle Städte und Gemeinden des Saarlandes mit ihrer Fläche und Einwohnerzahl vom 31. Dezember 2024 (Städte sind fett dargestellt):
| Gemeinde                  | km²      | Einw.     | Landkreis      |
| ------------------------- | -------- | --------- | -------------- |
| Beckingen                 | 51,85    | 18.345    | Merzig-Wadern  |
| Bexbach                   | 31,09    | 17.793    | Saarpfalz      |
| Blieskastel               | 108,21   | 20.197    | Saarpfalz      |
| Bous                      | 7,63     | 7.191     | Saarlouis      |
| Dillingen/Saar            | 22,05    | 21.529    | Saarlouis      |
| Ensdorf                   | 8,39     | 6.928     | Saarlouis      |
| Eppelborn                 | 47,25    | 16.661    | Neunkirchen    |
| Freisen                   | 48,09    | 8.115     | St. Wendel     |
| Friedrichsthal            | 8,99     | 10.180    | RV Saarbrücken |
| Gersheim                  | 57,37    | 6.232     | Saarpfalz      |
| Großrosseln               | 25,26    | 7.835     | RV Saarbrücken |
| Heusweiler                | 40,01    | 18.427    | RV Saarbrücken |
| Homburg (Kreisstadt)      | 82,61    | 43.382    | Saarpfalz      |
| Illingen                  | 36,09    | 15.935    | Neunkirchen    |
| Kirkel                    | 31,34    | 10.191    | Saarpfalz      |
| Kleinblittersdorf         | 27,19    | 10.856    | RV Saarbrücken |
| Lebach                    | 64,21    | 19.468    | Saarlouis      |
| Losheim am See            | 96,95    | 16.535    | Merzig-Wadern  |
| Mandelbachtal             | 57,71    | 10.844    | Saarpfalz      |
| Marpingen                 | 39,83    | 10.297    | St. Wendel     |
| Merchweiler               | 12,80    | 10.099    | Neunkirchen    |
| Merzig (Kreisstadt)       | 108,98   | 31.697    | Merzig-Wadern  |
| Mettlach                  | 77,82    | 12.621    | Merzig-Wadern  |
| Nalbach                   | 22,43    | 9.251     | Saarlouis      |
| Namborn                   | 25,98    | 7.096     | St. Wendel     |
| Neunkirchen (Kreisstadt)  | 75,26    | 47.344    | Neunkirchen    |
| Nohfelden                 | 100,82   | 9.949     | St. Wendel     |
| Nonnweiler                | 66,40    | 8.484     | St. Wendel     |
| Oberthal                  | 23,87    | 6.073     | St. Wendel     |
| Ottweiler (KV-Sitz)       | 45,56    | 14.255    | Neunkirchen    |
| Perl                      | 75,24    | 9.503     | Merzig-Wadern  |
| Püttlingen                | 23,95    | 18.361    | RV Saarbrücken |
| Quierschied               | 20,21    | 12.895    | RV Saarbrücken |
| Rehlingen-Siersburg       | 61,24    | 14.932    | Saarlouis      |
| Riegelsberg               | 14,65    | 14.296    | RV Saarbrücken |
| Saarbrücken (RV-Sitz)     | 167,52   | 182.971   | RV Saarbrücken |
| Saarlouis (Kreisstadt)    | 43,30    | 37.667    | Saarlouis      |
| Saarwellingen             | 41,67    | 13.616    | Saarlouis      |
| Schiffweiler              | 21,42    | 15.805    | Neunkirchen    |
| Schmelz                   | 58,62    | 16.981    | Saarlouis      |
| Schwalbach                | 27,37    | 18.108    | Saarlouis      |
| Spiesen-Elversberg        | 11,42    | 13.080    | Neunkirchen    |
| St. Ingbert (Mittelstadt) | 49,95    | 35.453    | Saarpfalz      |
| St. Wendel (Kreisstadt)   | 113,53   | 25.441    | St. Wendel     |
| Sulzbach/Saar             | 16,07    | 16.376    | RV Saarbrücken |
| Tholey                    | 57,55    | 12.358    | St. Wendel     |
| Überherrn                 | 34,31    | 12.109    | Saarlouis      |
| Völklingen (Mittelstadt)  | 67,10    | 40.952    | RV Saarbrücken |
| Wadern                    | 111,14   | 16.453    | Merzig-Wadern  |
| Wadgassen                 | 25,91    | 18.025    | Saarlouis      |
| Wallerfangen              | 42,22    | 9.324     | Saarlouis      |
| Weiskirchen               | 33,65    | 6.528     | Merzig-Wadern  |
| Summe Saarland            | 2.571,00 | 1.012.141 |                |